# Filip Krušlin
Filip Krušlin (Zagreb, 18 de março de 1989) é um basquetebolista profissional croata, atualmente joga no KK Cedevita.